# Classe Leon Trionfante
La  Classe Leon Trionfante fu una classe di vascelli di linea di primo rango da 70 cannoni che prestò servizio nella Armada tra il 1716 e il 1797. Ne furono costruiti 15 esemplari, di cui 14 per la marina veneziana mentre uno entrò in servizio, con il nome di Laharpe, direttamente nella marina francese.

## Storia
La costruzione del vascello da 70 cannoni Leon Trionfante fu ordinata dal Senato il 4 maggio 1714, e la nave fu impostata nel 1715 sotto la direzione del Proto dei Marangoni Francesco de Ponti. La nuova nave fu varata presso l'Arsenale il 16 maggio 1716 ed entrò subito a far parte dell'Armata Grossa.
L'unità raggiunse l'Armata Grossa a Corfù per partecipare alla settima guerra turco-veneziana combattendo nelle acque dell'isola di Imbro (12 maggio) e poi in quella fra il promontorio di Monte Santo e l'isola di Strati (16-17 e 22 giugno 1717) come nave di bandiera del nuovo Capitano Straordinario delle Navi Lodovico Flangini
Quando nel 1719 il Senato della Repubblica decise di far costruire quattro nuovi vascelli di primo rango fu formata una apposita commissione, composta da Provveditori Generali e Capitano ordinari, che deliberò che il vascello Leon Trionfante fosse utilizzato come modello, con l'adozione di qualche piccola modifica, per le nuove navi.
La classe Leon Trionfante, composta da 14 vascelli, fu suddivisa in quattro serie costruttive che variavano l'una dall'altra per la lunghezza dello scafo e per altri particolari minori. Quasi tutte le navi appartenenti a questa classe furono ordinate e impostate prima del 1739, e i loro scafi, costruiti al 70% (ai "18 carati") all'interno degli scali di costruzione coperti dell'Arsenale di Venezia, venivano mantenuti in riserva per completarli quando fosse stato necessario. Questo metodo costruttivo, adottato dal Senato della Repubblica a causa della cronica mancanza di fondi da destinare alla costruzione di nuove unità, portò ad avere in servizio navi di rango minore rispetto alle contemporanee marine europee, come la Royal Navy inglese e la Marine royale francese. I vascelli veneziani di questa classe imbarcavano 70 pezzi d'artiglieria, che potevano essere portati, in caso di bisogno, al numero di 74.
Dopo la caduta della Repubblica di Venezia, avvenuta il 12 maggio 1797, un vascello che si trovava su di uno scalo dell'Arsenale fu catturato dai francesi, e varato con il nome di Laharpe il 23 luglio dello stesso anno, in memoria del generale Amédée Emmanuel François Laharpe morto a Codogno l'8 maggio 1796. Altri tre vascelli della classe, trovati dai francesi sugli scali, vennero distrutti dopo la firma del trattato di Campoformido al fine di impedirne la cattura da parte degli austriaci.

## Navi della classe
| Nome            | Arsenale | Costruzione | Storia | Fine |
| Leon Trionfante | Venezia  | 1714-1716   | Prima unità della classe, partecipò alla seconda guerra di Morea. | Demolita presso l'Arsenale a partire dal 21 maggio 1740.                                                                                                 |
| San Giacomo     | Venezia  | 1719-1765   | Appartenente alla prima serie. | Demolita presso l'Arsenale a partire dal 1776. |
| Buon Consiglio  | Venezia  | 1719-1761   | . Appartenente alla prima serie. | Demolita presso l'Arsenale a partire dal 1776. |
| Fedeltà         | Venezia  | 1719-1770   | . Appartenente alla prima serie. | Demolita presso l'Arsenale a partire dal 1783. |
| Forza           | Venezia  | 1719-1774   | Appartenente alla prima serie. | Persa per naufragio nelle acque di Trapani il 14 novembre 1784.                                                                                          |
| Corriera Veneta | Venezia  | 1722-1770   | Appartenente alla seconda serie. | Persa per naufragio nelle acque di Eolos nel 1771, dopo otto mesi di servizio.                                                                           |
| Diligenza       | Venezia  | 1724-1774   | Appartenente alla seconda serie. | Demolita presso l'Arsenale a partire dal 1797. |
| Fenice          | Venezia  | 1723-1779   | Appartenente alla seconda serie. | Persa per naufragio nel canale di Spignon il 1º aprile 1783.                                                                                             |
| Galatea         | Venezia  | 1722-1779   | Appartenente alla seconda serie, secondo alcune fonti risultava ancora in posizione di riserva nel maggio 1797 insieme ai pariclasse Eolo e Vittoria, e fu catturata dai francesi a Venezia all'atto della caduta della Repubblica.                                              | In demolizione presso l'Arsenale a partire dal 1793. |
| Vittoria        | Venezia  | 1732-1784   | Appartenente alla terza serie, fu venduta nel gennaio 1797. Secondo alcune fonti nel maggio 1797risultava ancora in posizione di riserva presso l'Arsenale di Venezia insieme ai pariclasse Eolo e Vittoria, e fu catturata dai francesi all'atto della caduta della Repubblica. | Affondata dai francesi il 30 dicembre insieme ad altre unità per ostruire il canale della Giudecca. Il relitto venne successivamente demolito sul posto. |
| Guerriera       | Venezia  | 1732-1784   | Appartenente alla terza serie. | Persa per incendio nel canale di San Biagio, a Venezia, pochi giorni dopo essere entrata in servizio, il 16 marzo 1785.                                  |
| Medea           | Venezia  | 1732-1794   | Appartenente alla terza serie. | Catturata dai francesi a Corfù nel 1797. |
| Eolo            | Venezia  | 1739-1784   | Appartenente alla quarta serie, fu catturata dai francesi a Venezia nel 1797. Immessa in servizio con il nome di Robert. | Definitivamente disarmata nel 1810. |
| San Giorgio     | Venezia  | 1736-1785   | Appartenente alla quarta serie. | Catturata dai francesi a Corfù nel 1797. |
| Laharpe         | Venezia  | 1732-1797   | . Appartenente alla quarta serie, fu catturata dai francesi a Venezia all'atto dell'occupazione della città. Varata il 23 luglio 1797 ricevette il nome di un generale francese caduto durante la Campagna d'Italia del 1796-1797.                                               | Catturata dagli austriaci ad Ancona nel 1799, trasformata in nave prigione e successivamente demolita nel 1809.                                          |

### Annotazioni
1. ↑  Nel 1696 fu deciso che le navi appartenenti alla Armata Grossa avrebbero adottato la seguente colorazione: corallo per la prua, i capodibanda, la poppa, le porte dei fanali e gli intagli, rosso per i portelli dei cannoni, e doratura in oro zecchino per il leone a prua e le figure scolpite a poppa. Lo specchio di poppa era quasi sempre dipinto di blu.
2. ↑  Il vascello era inquadrato nella Divisione rossa composta da: Leon Trionfante, Aquila Valiera, Grande Alessandro, Costanza, Madonna dell'Arsenal, San Francesco, Fenice, Sant'Andrea e Corona, alle dirette dipendenze del Flangini.
3. ↑  Le nuove navi erano più corte di quattro piedi veneziani, ed adottavano un nuovo timone a rasoio.
4. ↑  Tale soluzione costruttiva fu adottata dalla Royal Navy solo nel 1810, quando i bacini di Chatham vennero ricoperti.

### Fonti
1. 1 2 3 4 5  http://www.veneziamuseo.it/ARSENAL/schede_arsenal/vascelli.htm.
2. 1 2  Levi 1896, p. 29.
3. ↑  Flangini - Dizionario Storico-Portatile Di Tutte Le Venete Patrizie Famiglie
4. ↑  Levi 1896, p. 50.
5. ↑  Levi 1896, p. 41.
6. ↑  Levi 1896, p. 43.